# Yang Ming Marine Transport Corporation

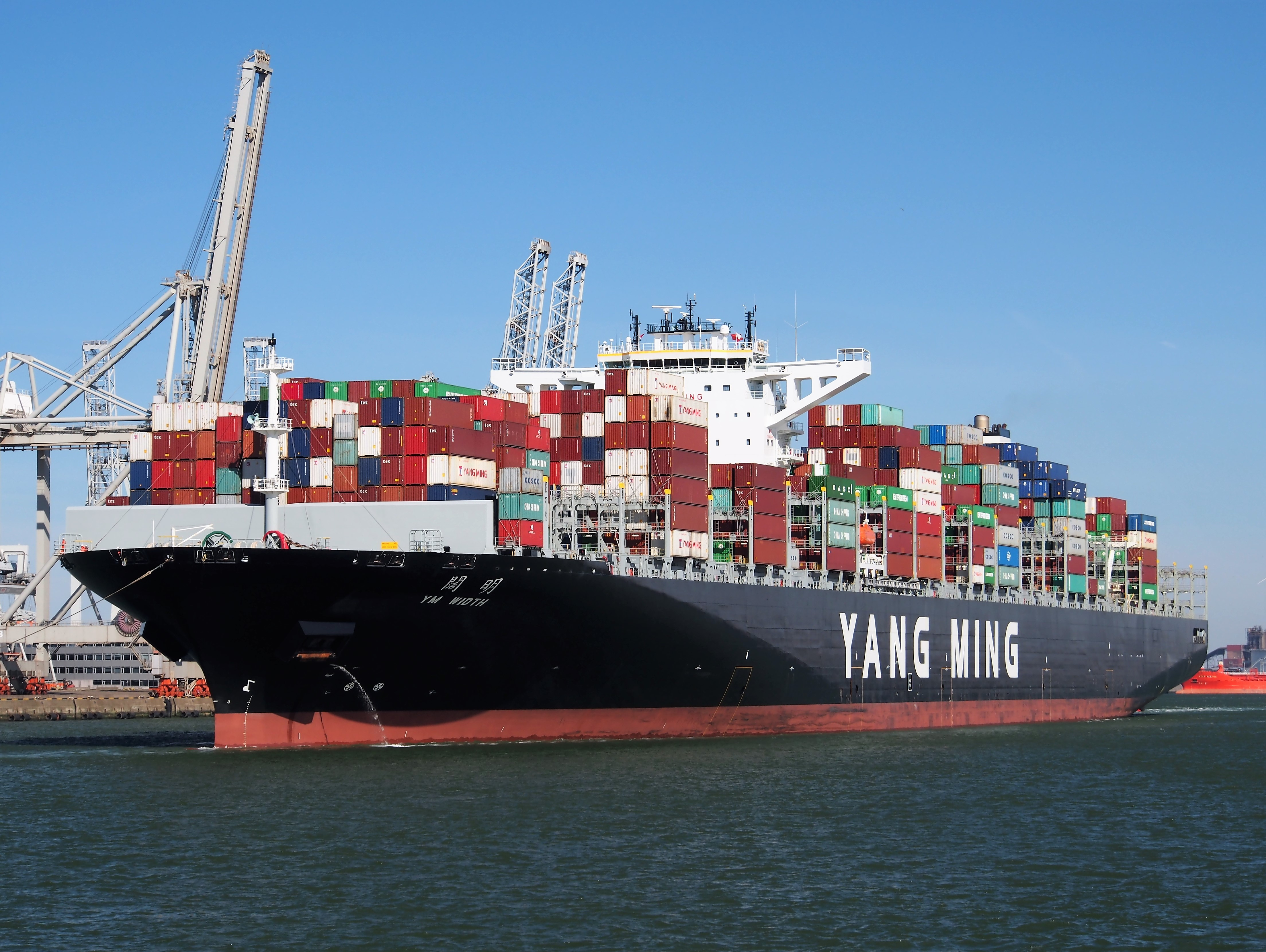
YM Width in de Haven van Rotterdam

Yang Ming Marine Transport Corporation (Chinees :陽明海運; pinyin: Yáng Míng Hǎi Yùn) is een containerrederij gevestigd in Keelung in noord Taiwan.

## Activiteiten
In mei 2023 telde de vloot van Yang Ming 94 containerschepen met een capaciteit van 715.000 TEUs. Yang Ming staat per februari 2023 op de negende plaats van containerrederijen gemeten naar het aantal containerplaatsen op schepen. Deze schepen varen op diensten tussen Europa, Azië en Noord-Amerika. Het werkt nauw samen met Hapag-Lloyd, HMM en Ocean Network Express in THE Alliance. THE Alliance is de kleinste van de drie consortia, na 2M en de OCEAN Alliance. In 2022 namen deze drie samen ruim 80% van het wereldwijde zeetransport van containers voor hun rekening.
De transporten met bulkschepen zijn ondergebracht in de Kuang Ming Shipping Corporation. Deze vloot bestaat voornamelijk uit panamax-schepen voor het transport van ijzererts, steenkool en graan. 
Het bedrijf heeft verder twee containerterminals in Taiwan, in Antwerpen en in Los Angeles aan de Amerikaanse westkust. Dochteronderneming YES Logistics Corporation levert logistieke diensten wereldwijd.

## Geschiedenis
De rederij werd op 29 december 1972 opgericht. In de eerste jaren telde de vloot zeven containerschepen van elk 2054 TEU en vier multipurpose- schepen. De vloot werd in de jaren 80 aangevuld met extra containerschepen en ook de eerste drie panamax-bulkcarriers kwamen erbij. In april 1992 werden de aandelen van Yang Ming genoteerd aan de Taiwan Stock Exchange. 
De fusie met China Merchants Steam Navigation Company werd in 1995 gerealiseerd. Verder kwam een samenwerking met drie andere containerrederijen tot stand. De vier besloten samen te werken binnen het CKYH consortium.
In 2008 werden de bulkvaartactiviteiten samengebundeld in Kuang Ming Shipping Corporation. In december van hetzelfde jaar werd de eerste directe vaarverbinding tussen de Volksrepubliek China en Taiwan gestart.
In 2016 viel het CKYH consortium uiteen en werd opgevolgd door THE Alliance met Hapag-Lloyd, K Line, Mitsui O.S.K. Lines en Nippon Yusen Kaisha Line als partners. In 2019 besloot Hyundai Merchant Marine (HMM) de alliantie te gaan versterken.